# Japón (película)
Japón es la ópera prima del director mexicano Carlos Reygadas, estrenada en 2002 en la sección Quincena de Realizadores del Festival de Cannes. Es una película dramática sobre un hombre con una crisis existencial que viaja a un pueblo rural lejano para quitarse la vida.

## Argumento
La película trata sobre un artista que atraviesa una fuerte crisis existencial, por lo que abandona la Ciudad de México para irse al campo y preparar su muerte. Allí se aloja con una mujer mayor indígena y viuda en su desvencijada casa con vistas a un desolado cañón. En la inmensidad de una salvaje e imponente naturaleza, se enfrenta a la infinita humanidad de la señora mayor y oscila entre la crueldad y el lirismo. Sus embotados sentidos vuelven, despertando sus deseos e instintos por la vida y la sexualidad.

### Reparto
- Alejandro Ferretis como el hombre[3]
- Magdalena Flores como Ascen[3]
- Yolanda Villa como Sabina[3]
- Martín Serrano como Juan Luis[3]
- Rolando Hernández
- Bernabé Pérez
- Fernando Benítez como Fernando
- Carlo Reygadas Barquín como el cazador

## Producción
Es el primer largometraje del director mexicano Carlos Reygadas. Se filmó en el estado de Hidalgo, en CinemaScope de 16 mm. El título no tiene relación con el contenido de la obra, pues está ambientada en una zona serrana de México. La mayoría de los personajes son personas sin estudios actorales, residentes del estado de Hidalgo.

## Recepción y críticas
En 2002 ganó la mención especial del premio Cámara de Oro del Festival de Cine de Cannes. A. O. Scott, del diario The New York Times, describió la obra como «abstracta, prefiere la metafísica a la narrativa convencional» y se siente «cuando la sombra de las nubes aparecen a la vista, se tiene la sensación de humedad». Además recalcó que «los personajes irradian un fatalismo, en especial Ascen, con un rostro enigmático».
Peter Bradshaw, del diario británico The Guardian, dijo que «es una hermosa película contemplativa», describió la «opera prima de Reygadas como un trabajo milagroso y lleno de confianza». El sitio web Rotten Tomatoes reporta una aceptación del 80%. Debido a varias escenas que exponen crueldad hacia los animales, el Consejo Británico de Clasificación de Películas exigió el corte de varias escenas para su proyección en cines británicos,